# John Stevens Henslow
John Stevens Henslow (Rochester in Groot-Brittannië, 6 februari 1796 – Hitcham in Suffolk,   16 mei 1861) was een Anglicaans priester,  natuuronderzoeker, geoloog, en plantkundige. Hij werd vooral bekend als docent en vriend van Charles Darwin.

## Biografie

### Jeugd en opleiding
Henslow werd geboren in Rochester in het graafschap Kent. Hij volgde onderwijs aan het St John's College van de Universiteit van Cambridge. Daar was  Adam Sedgwick  net als hoogleraar in de geologie benoemd. Henslow had vanaf zijn kindertijd een passie voor de natuur. In 1819 vergezelde hij Sedgwick tijdens een geologische onderzoektocht over het eiland Wight en later in dat jaar bezocht hij daarom de eilanden Man en Anglesey. Aldus leerde hij de beginselen van het vak. Verder volgde hij colleges scheikunde en mineralogie.

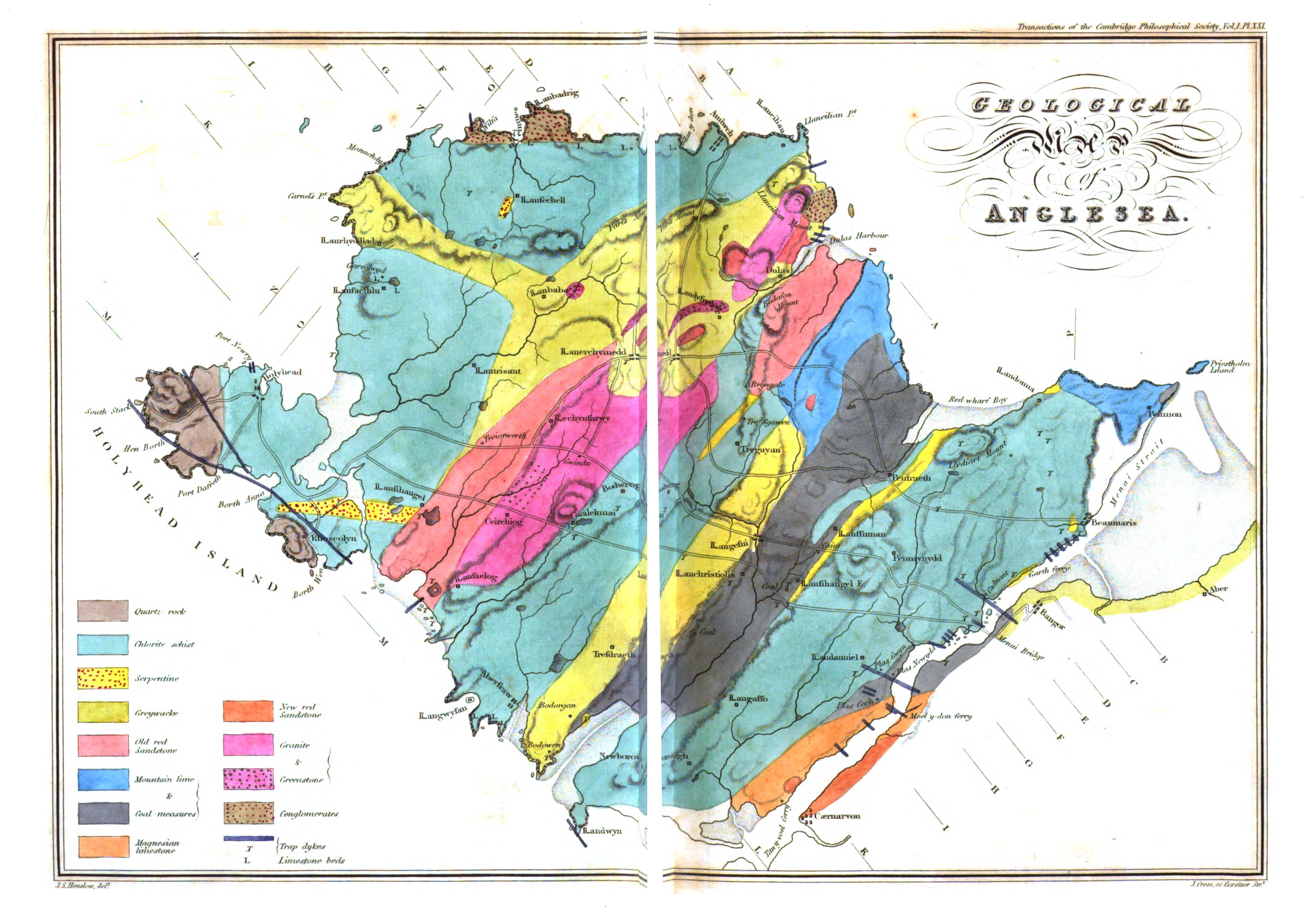
Geologische kaart van Anglesey uit 1822 gemaakt door J.S. Henslow

### Hoogleraar in Cambridge
In 1822 werd hij benoemd tot hoogleraar in de mineralogie aan de universiteit van Cambridge. In 1824 werd hij tot priester gewijd, maar de daarbij behorende taken als geestelijke van een parochie op het platteland liet hij tot 1833 aan iemand anders over. Inmiddels was zijn belangstelling voor de plantkunde veel intensiever geworden; daarom zag hij in 1827 af van de leerstoel mineralogie en werd twee jaar later hoogleraar in de plantkunde. Als docent was hij zowel in de collegezaal als buiten in het veld populair en opvallend succesvol. Hij correspondeerde met de Amerikaanse vogelkundige John James Audubon die in 1829 een vogelsoort (Henslows gors, Centronyx henslowii) naar hem vernoemde.
In 1821 begon hij met het aanleggen van een herbarium van de Britse flora, met bijdragen van de plantkundige William Jackson Hooker, vrienden, familie en ongeveer 30 van zijn studenten. Als mineraloog werkte hij met het indelingssysteem van de Franse onderzoeker René Just Haüy. Hij ontwierp een vergelijkbaar systeem om planten in te delen. Hij groepeerde planten in variëteiten, vaak deed hij dit met planten die door gerenommeerde plantkundigen (taxonomen)  als aparte soort waren beschreven. Hoewel hij als kind van zijn tijd soorten als onveranderlijk geschapen opvatte, wilde hij vastleggen hoe sterk de variatie binnen een soort kon zijn. Zijn collectie werd nauwkeurig gelabeld met namen van de verzamelaar, datum en vindplaats. In 1829 publiceerde hij de eerste catalogus van de Britse planten. Dit werd een serie publicaties die hij gebruikte bij zijn colleges.

#### Darwin
Het meest bekend werd Henslow als mentor en vriend van zijn leerling Charles Darwin. Hij inspireerde Darwin met zijn passie voor de natuur. Zij ontmoetten elkaar in 1828. Darwin hielp toen, samen met andere studenten, tijdens een cursus inventariseren en verzamelen van planten in Cambridgeshire. Henslow viel het al snel op dat Darwin een veelbelovende student was. Rond 1830 experimenteerde Henslow in zijn tuin met het kweken van planten onder verschillende omstandigheden en onderzocht de invloed daarvan op de vorming van verschillende variëteiten.
In de zomer van 1831 kreeg Henslow een baan aangeboden als natuuronderzoeker van het expeditieschip de Beagle. Het schip zou een tweede reis om de aarde maken, speciaal voor onderzoek rond Zuid-Amerika. Henslows echtgenote (Harriet Jenyns) voorkwam dat hij dit aanbod accepteerde. Henslow zag hierin meteen een goede gelegenheid voor zijn beschermeling Charles Darwin en schreef aan kapitein Robert Fitzroy dat Darwin de ideale man was voor het expeditieteam.
Gedurende deze reis correspondeerde Darwin vaak met Henslow en verzamelde planten op de manier die hij van Henslow had geleerd. Vooral op de Galapagoseilanden documenteerde hij zijn verzamelde planten zorgvuldig, nadat hij ontdekte dat die eilanden qua vogelfauna verwant waren aan de vogelfauna van Zuid-Amerika. Hij vroeg Henslow (die nooit op deze eilanden was geweest) of de planten daar ook overeenkomsten vertoonden met de Zuid-Amerikaanse. Henslow had Darwin geleerd dat er variaties waren binnen de soorten die door de leefomstandigheden werden veroorzaakt. Darwin zag op de Galapagoseilanden dat de planten en vogels niet alleen door de feitelijke omstandigheden zoals vulkanische oorsprong en gelegen onder of dicht bij de evenaar, werden beïnvloed, maar ook door het dichtstbijzijnde continent. Want de flora en fauna die hij eerder op de geologisch vergelijkbare Kaapverdische eilanden aantrof, leek Afrikaans. Dit was strijdig met de gedachte van onveranderlijke, ter plekke ontstane (of geschapen) soorten planten en soorten dieren en dat alles bracht Darwin op het idee van kolonisten van het nabijgelegen continent die geleidelijk van vorm waren veranderd. Henslow werd echter geen aanhanger van Darwins evolutietheorie en het uniformitarianisme van Charles Lyell.

## Huwelijk en nageslacht
Henslow trouwde op 16 december 1823 met Harriet Jenyns; zij kregen zes kinderen. De jongste zoon was George Henslow (1835–1925). George werd later een bekend Engels schrijver en plantkundige.

## Kerkelijke functies
In 1833 werd Henslow benoemd tot predikant (vicar,  Anglicaanse pastoor) in de kerkelijke gemeente van Cholsey in South Oxfordshire. Hij bleef in Cambridge wonen en bezocht de gemeente alleen als hij vrij was van taken in Cambridge. Hij benoemde een vervanger in Cholsey. In 1837 veranderde zijn leven toen hij werd benoemd in de gemeente Hitcham in de graafschap Suffolk. Hij verhuisde in 1839 naar de pastorie in Hitcham en werkte daar als rector (geestelijke) tot het einde van zijn leven in 1861 tot grote tevredenheid van iedereen die hem daar kende. Formeel behield hij zijn leerstoel in Cambridge en gaf hij nog colleges en nam hij examens af, maar de universiteit klaagde over zijn afwezigheid en zijn colleges werden minder bezocht. Henslow deed in Hitcham meer dan van een rector kon worden verwacht. 

### Onderwijs en ontwikkeling
Hij hield zich bezig met onderwijs en liefdadigheid. Hitcham was een arme gemeente en veel bewoners waren ongeletterd. In 1841 richtte hij daar een school op. Hij wierf daarvoor fondsen, maar betaalde ook uit eigen middelen mee. Op maandagmiddagen gaf hij zelf les aan oudere kinderen. Zijn lesmateriaal over plantkunde werd gedrukt en kreeg door heel Engeland bekendheid.
Henslow hield zich ook bezig met vakonderwijs op het gebied van de landbouw. Zo propageerde hij het gebruik van chemische kennis (kunstmest) zoals ontdekt door Justus von Liebig. Hij ontdekte ook fosfaatrijke aardlagen die gemakkelijk te winnen waren en geschikt voor landbouwkundig gebruik.
Bovendien was hij betrokken bij de oprichting van een museum in de nabijgelegen stad Ipswich. Henslow was overtuigd van het educatieve belang van een museum en werd in 1850 de directeur van deze instelling.
- Bibsys: 1087002
- Biblioteca Nacional de España: XX1606727
- Bibliothèque nationale de France: cb14486715g (data)
- Author citation (botany): Hensl.
- CiNii: DA06987206
- Stuttgart Database of Scientific Illustrators 1450–1950: 2461
- Gemeinsame Normdatei: 117517496
- International Standard Name Identifier: 0000 0001 2281 7482
- Library of Congress Control Number: n81072491
- Nationale bibliotheek van Australië: 36260997
- Nationale Bibliotheek van Israël: 987007277102805171
- Nederlandse Thesaurus van Auteursnamen: 070549214
- Réseau des bibliothèques de Suisse occidentale: 02-A013600965
- Istituto Centrale per il Catalogo Unico: UBOV434749
- SNAC: w68g8sd2
- Système universitaire de documentation: 067824382
- Trove: 1238572
- Virtual International Authority File: 72173458
- WorldCat: E39PBJdctQF4GdG7T8WHhHrTHC